# Kushiage
Kushiage (串揚げ), também conhecido como Kushikatsu (串カツ), é um prato japonês de carne no espeto temperada e grelhada. Em japonês, kushi (串) refere-se ao espeto usado enquanto katsu significa empanar e fritar em imersão em óleo vegetal.

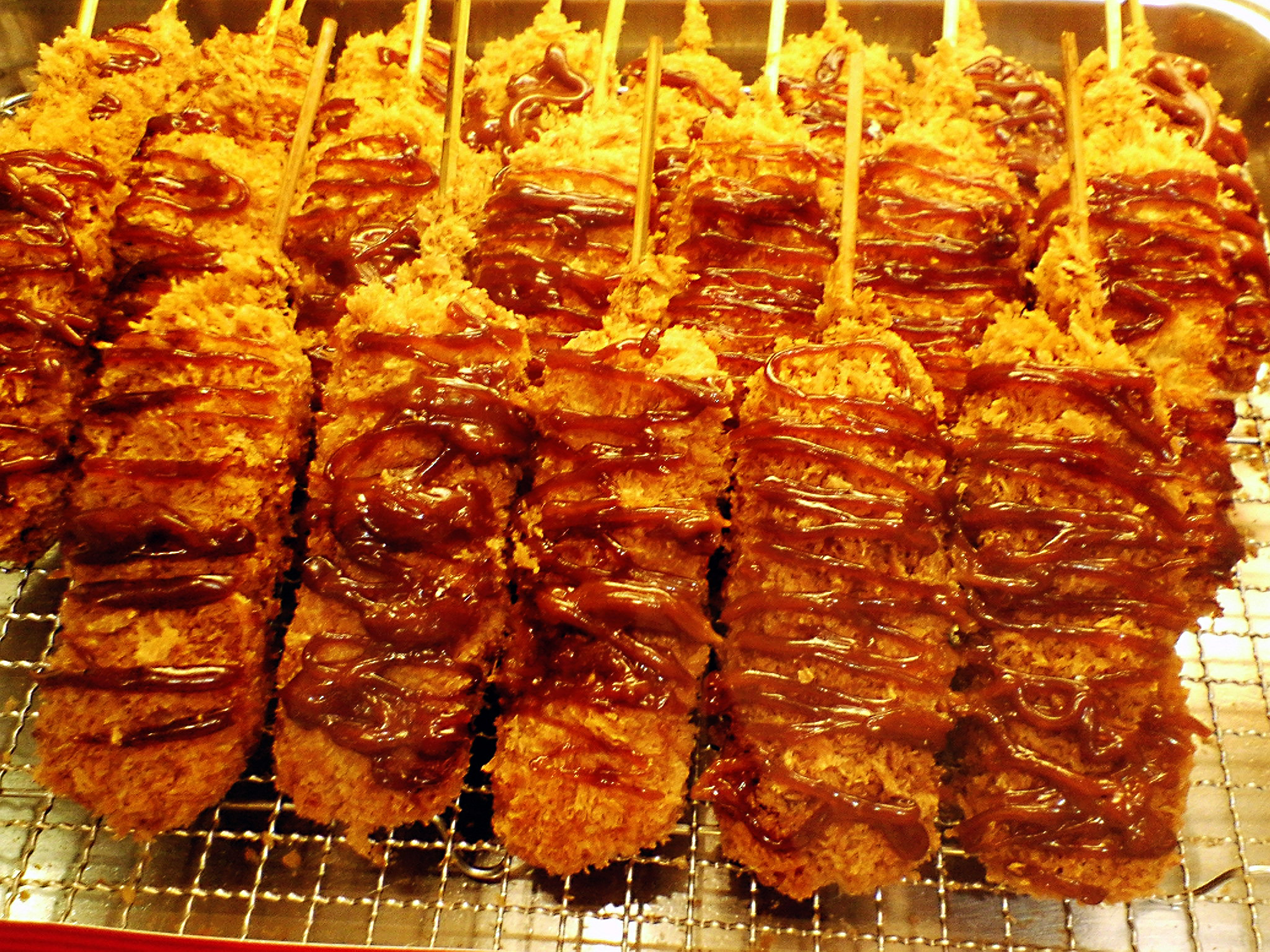
Espetos de kushikatsu com molho de missô

O kushikatsu pode ser feito com frango, porco, frutos do mar e legumes da estação. Eles são espetados em um kushi de bambu, mergulhado em ovos, farinha e panko e fritos em óleo vegetal. Eles podem ser servidos puros ou com molho para tonkatsu.
Shinsekai, na vizinhança de Osaka, é famosa por seu kushikatsu.